# Mirosław Justek
Mirosław Justek (* 23. September 1948 in Słupsk; † 24. Januar 1998 in Posen) war ein polnischer Fußballspieler.

## Karriere

### Verein
Justek begann seine Karriere in der Jugendmannschaft des Vereins Cieśliki Słupsk in seiner Heimatstadt. Seine erste Station im Seniorenbereich war 1966 Pogoń Stettin. Von dort wechselte er 1976 zu Lech Posen.
Nachdem er mit Erreichen der Altersgrenze die Möglichkeit zu einem Wechsel ins Ausland bekommen hatte, ging er 1979 nach Belgien, wo er für Royal Antwerpen und Sporting Charleroi spielte. 1983 beendete er bei dem unterklassigen Verein RCS Libramontois seine aktive Laufbahn.

### Nationalmannschaft
Im März und April 1978 bestritt Justek drei Spiele für die polnische Nationalmannschaft, in denen er ohne Torerfolg blieb.
Bei der Fußball-Weltmeisterschaft 1978 in Argentinien gehörte Justek zum Kader der polnischen Mannschaft, wurde während des Turniers jedoch nicht eingesetzt.